# Harenkarspel
Harenkarspel (Tây Frisia: Harenkarspel) là một đô thị ở tỉnh Noord-Holland của Hà Lan.

## Các trung tâm dân cư
Đô thị Harenkarspel bao gồm các trung tâm dân cư sau:  Dirkshorn, Eenigenburg, Groenveld, Kalverdijk, Kerkbuurt, Krabbendam, 't Rijpje, Schoorldam (partly), Sint Maarten, Stroet, Tuitjenhorn, Valkkoog, Waarland, Warmenhuizen. Tuitjenhorn là trung tâm hành chính.